# Néstor Salinas
Néstor Salinas Alonso (Cabanillas, Navarra, 28 de febrero de 1993) es un exfutbolista español que jugaba de centrocampista.

## Trayectoria
Nacido en el año 1993, llegó a las categorías inferiores del Athletic Club en 2006. En abril de 2011 fue campeón de España con la selección de Euskadi sub-18, a las órdenes de Joseba Núñez, en Mendizorroza. El equipo vasco derrotó a Castilla y León (1-0) con una generación en la que destacaban Laporte, Kepa Arrizabalaga, Ruiz de Galarreta o Lekue.En verano de 2011 promocionó al CD Basconia de Tercera División, segundo filial rojiblanco, donde pasó dos temporadas.
El 31 de agosto de 2013 fue cedido a la S. D. Amorebieta de Segunda B, donde anotó cinco tantos. En la siguiente campaña jugó en el Bilbao Athletic. Con el filial vizcaíno, logró el gol que sentenció la última eliminatoria de la eliminatoria de ascenso, ante el Cádiz CF, y que supuso el ascenso a Segunda División del filial rojiblanco.
En julio de 2015, el C. D. Mirandés confirmó su fichaje por dos temporadas. En su primera temporada fue titular indiscutible y máximo goleador de la plantilla, con ocho goles, a pesar de sufrir una lesión que le tuvo dos meses de baja.En su segunda campaña sufrió el descenso a Segunda División B, aunque se perdió los dos últimos meses de competición por lesión.
En julio de 2017 firmó un contrato de tres temporadas con el R. C. D. Mallorca, que acababa de descender a Segunda B.Sin embargo, el 31 de agosto fue cedido a la S. D. Ponferradina por una temporada.En el equipo berciano sufrió una grave lesión en su rodilla izquierda, en noviembre, que le tuvo el resto de la temporada de baja.Tras ser nuevamente descartado por el Mallorca, fue cedido al C. D. Tudelano de cara a la campaña 2018-19.A su regreso al club mallorquín, rescindió su contrato en verano de 2019.En enero de 2020 firmó por el CD Tudelano hasta final de campaña.
En febrero de 2021, tras seis meses sin equipo, fichó por la Sociedad Deportiva Ejea.En julio de 2021 regresó al fútbol vasco para jugar en el Sestao River, donde no consiguió hacerse con la titularidad. Un año más tarde, en agosto de 2022, se incorporó a la SD Tarazona de Segunda Federación.En el cuadro aragonés consiguió un doblete en el partido de ida en el play-off de ascenso a Primera Federación frente al Navalcarnero.Tras lograr el ascenso, el club anunció que no continuaría en la plantilla para la siguiente temporada.

## Clubes
| Club               | País   | Año       | Partidos | Goles |
| ------------------ | ------ | --------- | -------- | ----- |
| C. D. Basconia     | España | 2011-2013 | 51       | 8     |
| S. D. Amorebieta   | España | 2013-2014 | 32       | 5     |
| Bilbao Athletic    | España | 2014-2015 | 34       | 3     |
| C. D. Mirandés     | España | 2015-2017 | 63       | 10    |
| R. C. D. Mallorca  | España | 2017      | 0        | 0     |
| S. D. Ponferradina | España | 2017-2018 | 14       | 0     |
| C. D. Tudelano     | España | 2018-2020 | 25       | 1     |
| S. D. Ejea         | España | 2021      | 13       | 2     |
| Sestao River       | España | 2021-2022 | 27       | 1     |
| S. D. Tarazona     | España | 2022-2023 | 35       | 5     |